# Бистроглед
Бистроглед (болг. Бистроглед) — село в Болгарии. Находится в Кырджалийской области, входит в общину Ардино. Население составляет 33 человека.

## Политическая ситуация
В местном кметстве Светулка, в состав которого входит Бистроглед, должность кмета (старосты) исполняет Расим Тасим Мехмед (Движение за права и свободы (ДПС)) по результатам выборов.
Кмет (мэр) общины Ардино — Ресми Мехмед Мурад (Движение за права и свободы (ДПС)) по результатам выборов.